# Belle Haven
Belle Haven és una concentració de població designada pel cens dels Estats Units a l'estat de Virgínia. Segons el cens del 2000 tenia 6.269 habitants.

## Demografia
Segons el cens del 2000, Belle Haven tenia 6.269 habitants, 3.116 habitatges, i 1.570 famílies. La densitat de població era de 1.228,7 habitants per km².
Dels 3.116 habitatges en un 19,5% hi vivien nens de menys de 18 anys, en un 40,7% hi vivien parelles casades, en un 7,5% dones solteres, i en un 49,6% no eren unitats familiars. En el 41,8% dels habitatges hi vivien persones soles el 9,6% de les quals corresponia a persones de 65 anys o més que vivien soles. El nombre mitjà de persones vivint en cada habitatge era de 2,01 i el nombre mitjà de persones que vivien en cada família era de 2,77.
Per edats la població es repartia de la següent manera: un 17,2% tenia menys de 18 anys, un 4,1% entre 18 i 24, un 35% entre 25 i 44, un 28,8% de 45 a 60 i un 14,9% 65 anys o més.
L'edat mediana era de 41 anys. Per cada 100 dones de 18 o més anys hi havia 83,5 homes.
La renda mediana per habitatge era de 65.262 $ i la renda mediana per família de 92.195 $. Els homes tenien una renda mediana de 55.446 $ mentre que les dones 42.485 $. La renda per capita de la població era de 46.483 $. Entorn del 3,3% de les famílies i el 5% de la població estaven per davall del llindar de pobresa.